# 董玉飞
董玉飞（1969年—2008年10月3日），四川省绵阳市北川县贯岭乡人，北川县原农村工作办公室主任，2008年汶川大地震前任县农业局局长。他12岁的独子董壮在地震中遇难，而他在抗震救灾中的工作贡献使他调任农办主任一职。2008年10月3日，董玉飞在单位为其租住的农舍内上吊自杀，成为震后首位经媒体报道自杀身亡的政府官员。由于普遍猜测其因为工作生活压力过大而导致自杀，灾区基层官员的心理健康问题引发中国社会的广泛关注。

## 生平

### 地震期间及震后遭遇
2008年5月12日地震发生时，董玉飞手臂、头部、腿多处受伤，其12岁就读于曲山小学东校区六年级的独子董壮被垮塌的教学楼掩埋，妻子在地震中受伤，身在县城的弟媳、侄儿也被掩埋在垮塌的房屋下，震后他与农业局职工参与到县城的救援行动中。两天后救援人员在学校教学楼废墟的楼梯处发现了他儿子的遗体。
灾后，董玉飞身兼农村工作办主任、农房重建办主任、救灾办主任、新农村建设办主任五职，并协助群众安置办工作。9月下旬，董玉飞被诊断出前列腺炎住院治疗。9月24日，暴雨引发洪涝灾害和泥石流，董玉飞的农房建设工作遭遇重挫。

### 自尽
10月3日上午，董玉飞最后一次上班，同日下午在农舍内以绳索自尽。10月5日，他的遗体在安县桑枣镇火化，北川方面举行了简单的送行仪式 。

## 影响
由于董玉飞是灾后首位自杀身亡的政府官员，其心理健康状况和对于基层官员的心理问题关怀引发媒体的大量报道。媒体披露，董玉飞在现场留下了简短的遗书，大致内容为：“卓锴弟：抗震救灾到安置重建，我每天都感到工作、生活压力实在太大。我的确支撑不下去了。我想好好休息一下。我走后，父母和嫂子只有难为你一人多加照顾了。跪别父母、岳父母。”10月10日，北川县委对这起自杀事件做出官方说明，认为地震中独子遇难、工作任务繁重、抑郁症是导致其最终选择轻生的三大主要原因。心理专家分析其生前可能患有因地震引发的创伤后反应应激障碍（PTSD）。事后，当地政府针对灾区基层官员开展了心理辅导的相关工作。半年过后，灾区再次发生的一起官员自杀事件再度引发中国社会对地震灾区民众尤其是灾区干部的心理健康问题的高度关注。